# Survivor 43
Survivor 43 (v anglickém originále Survivor 43) je čtyřicátá třetí řada americké reality show Survivor. Natáčela se v květnu roku 2022 a premiérově byla vysílána na CBS od 21. září do 14. prosince 2022. Na českých obrazovkách byla poprvé uvedena na Voyo od 1. června 2024.

## Poloha a doba natáčení
Série se odehrávala na Fidži, konkrétně na souostroví Mamanuca. Natáčela se od 2. do 27. května 2022.

## Soutěžící
Jako v každé řadě od 41. série bylo vysazeno 18 trosečníků. Všichni byli rozděleni do tří kmenů: Baka, Coco a Vesi a začali jedno z největších dobrodružství svého života. Později byli zbylí hráči sloučeni do kmene Gaia, jehož jméno navrhl Cassidy Clark. Vyhrát ale nemohli všichni. Patnáct z nich bylo vyloučeno, posledních 8 vyloučených vytvořilo porotu, 3 poslední před ní předstoupili, ale jen jeden vyhrál šek na milion dolarů a titul Poslední přeživší. Tím se po dvaceti šesti dnech stal Mike Gabler.
| Soutěžící                                         | Kmen    | Kmen                | Kmen                | Vyloučení                             | Umístění          |
| Soutěžící                                         | Původní | Žádný               | Sloučený            | Vyloučení                             | Umístění          |
| ------------------------------------------------- | ------- | ------------------- | ------------------- | ------------------------------------- | ----------------- |
| Morriah Young 28 let, Filadelfie, PA              | Baka    |                     |                     | 1. vyloučená Den 3                    | 18.               |
| Justine Brennan 29 let, Marina del Ray, CA        | Vesi    | 2. vyloučená Den 5  | 17.                 |                                       |                   |
| Nneka Ejere 43 let, Weatherford, TX               | Vesi    | 3. vyloučená Den 7  | 16.                 |                                       |                   |
| Lindsay Carmine 42 let, Downingtown, PA           | Coco    | 4. vyloučená Den 9  | 15.                 |                                       |                   |
| Geo Bustamante 36 let, Honolulu, HI               | Coco    | 5. vyloučený Den 11 | 14.                 |                                       |                   |
| Elisabeth "Elie" Scott 31 let, Salt Lake City, UT | Baka    | Žádný               | 6. vyloučená Den 13 | 13.                                   |                   |
| Dwight Moore 22 let, Collierville, TN             | Vesi    | Žádný               | Gaia                | 7. vyloučený Den 14                   | 12.               |
| Jeanine Zheng 24 let, San Francisco, CA           | Baka    | Žádný               | Gaia                | 8. vyloučená 1. členka poroty Den 16  | 11.               |
| James Jones 28 let, Filadelfie, PA                | Coco    | Žádný               | Gaia                | 9. vyloučený 2. člen poroty Den 17    | 10.               |
| Ryan Medrano 25 let, El Paso, TX                  | Coco    | Žádný               | Gaia                | 10. vyloučený 3. člen poroty Den 17   | 9.                |
| Noelle Lambert 25 let, Manchester, NH             | Vesi    | Žádný               | Gaia                | 11. vyloučená 4. členka poroty Den 19 | 8.                |
| Sami Layadi 19 let, Las Vegas, NV                 | Baka    | Žádný               | Gaia                | 12. vyloučený 5. člen poroty Den 21   | 7.                |
| Cody Assenmacher 35 let, Honolulu, HI             | Vesi    | Žádný               | Gaia                | 13. vyloučený 6. člen poroty Den 23   | 6.                |
| Karla Cruz Godoy 28 let, Newark, DE               | Coco    | Žádný               | Gaia                | 14. vyloučená 7. členka poroty Den 24 | 5.                |
| Jesse Lopez 30 let, Durham, NC                    | Vesi    | Žádný               | Gaia                | Eliminován 8. člen poroty Den 25      | 4.                |
| Owen Knight 30 let, New Orleans, LA               | Baka    | Žádný               | Gaia                | Třetí                                 | 3.                |
| Cassidy Clark 26 let, Austin, TX                  | Coco    | Žádný               | Gaia                | Druhá                                 | 2.                |
| Mike Gabler 51 let, Omaha, ID                     | Baka    | Žádný               | Gaia                | Poslední přeživší                     | Poslední přeživší |

1. ↑  Na začátku individuální fáze hry v den 12 si hráči museli získat cestu do sloučení buď ziskem imunity, nebo přežitím kmenové rady následující třináctý den.

### Budoucí návraty trosečníků
Z této řady se zatím nevrátil žádný hráč nebo hráčka.

## Přehled
| Epizoda | Epizoda                          | Epizoda            | Epizoda           | Soutěže                                              | Soutěže                                              | Vyloučen/a |
| No.     | Název                            | Premiéra           | Premiéra v ČR     | Odměna                                               | Imunita                                              | Vyloučen/a |
| ------- | -------------------------------- | ------------------ | ----------------- | ---------------------------------------------------- | ---------------------------------------------------- | ---------- |
| 1       | Život                            | 21. září 2022      | 1. června 2024    | Vesi                                                 | Coco                                                 | Morriah    |
| 1       | Život                            | 21. září 2022      | 1. června 2024    | Vesi                                                 | Vesi                                                 | Morriah    |
| 2       | Mrzout k pomilování              | 28. září 2022      | 8. června 2024    | Baka                                                 | Baka                                                 | Justine    |
| 2       | Mrzout k pomilování              | 28. září 2022      | 8. června 2024    | Coco                                                 |                                                      | Justine    |
| 3       | Podepíšu rozvod                  | 5. října 2022      | 15. června 2024   | Baka                                                 | Baka                                                 | Nneka      |
| 3       | Podepíšu rozvod                  | 5. října 2022      | 15. června 2024   | Coco                                                 |                                                      | Nneka      |
| 4       | Bez slitování                    | 12. října 2022     | 22. června 2024   | Vesi                                                 | Vesi                                                 | Lindsay    |
| 4       | Bez slitování                    | 12. října 2022     | 22. června 2024   | Vesi                                                 | Baka                                                 | Lindsay    |
| 5       | Přestaň být milý                 | 19. října 2022     | 29. června 2024   | Vesi                                                 | Vesi                                                 | Geo        |
| 5       | Přestaň být milý                 | 19. října 2022     | 29. června 2024   | Baka                                                 |                                                      | Geo        |
| 6       | Sloučistec                       | 26. října 2022     | 6. července 2024  | Dwight, Gabler, Jeanine, Jesse, Karla, Ryan [Noelle] | Dwight, Gabler, Jeanine, Jesse, Karla, Ryan [Noelle] | Elie       |
| 7       | Slon v porcelánu                 | 2. listopadu 2022  | 13. července 2024 |                                                      | Gabler                                               | Dwight     |
| 8       | Nemyslitelné                     | 9. listopadu 2022  | 20. července 2024 |                                                      | Owen                                                 | Jeanine    |
| 9       | A co velké dívky                 | 16. listopadu 2022 | 27. července 2024 | Cody [Cassidy, Gabler, Jesse, Ryan]                  | Karla                                                | James      |
| 9       | A co velké dívky                 | 16. listopadu 2022 | 27. července 2024 | Cody [Cassidy, Gabler, Jesse, Ryan]                  | Cody                                                 | Ryan       |
| 10      | Získej ty peníze, zlato          | 23. listopadu 2022 | 3. srpna 2024     | Noelle [Jesse, Owen, Sami]                           | Cassidy                                              | Noelle     |
| 11      | Mimo zraky ostatních             | 30. listopadu 2022 | 10. srpna 2024    |                                                      | Karla & Owen [Cody]                                  | Sami       |
| 12      | Telenovela                       | 7. prosince 2022   | 17. srpna 2024    | Cody, Karla, Owen                                    | Cassidy                                              | Cody       |
| 13      | Zlom pár vazů a proplať pár šeků | 14. prosince 2022  | 24. srpna 2024    | Owen [Cassidy]                                       | Owen                                                 | Karla      |
| 13      | Zlom pár vazů a proplať pár šeků | 14. prosince 2022  | 24. srpna 2024    |                                                      | Cassidy [Owen]                                       | Jesse      |

1. ↑  Noelle se nezúčastnila soutěže, poté co si vylosovala lichý kámen, ale správně tipovala na vítězný tým, a tak nakonec získala imunitu i odměnu.
2. ↑  Cody získal odměnu pro celý svůj tým, jelikož zůstal ve hře nejdéle ze všech.
3. ↑  Protože souboj trval nadměrně dlouho, Jeff jej ukončil se stanoviskem, že Karla i Owen získají imunitu.
4. ↑  Cody také získal imunitu poté, co zahrál výhodu "Vyber si svého vítěze" a správně tipoval, že Owen vyhraje souboj.
5. ↑  Owen získal k imunitě odměnu pro sebe a jednoho dalšího trosečníka dle jeho výběru. Zvolil si Cassidy
6. ↑  Po finálním souboji o imunitu musela Cassidy udělit ještě jednu imunitu dalšímu hráči. Zvolila si Owena. Zbylí dva trosečníci se museli následně utkat v souboji v rozdělávání ohně, aby se rozhodlo o třetím finalistovi.

## Hlasování
| Kmen       | Kmen       | Kmen       | Kmen       | Původní | Původní | Původní | Původní | Původní | Žádný   | Sloučený | Sloučený | Sloučený | Sloučený | Sloučený | Sloučený | Sloučený | Sloučený | Sloučený  |
| Epizoda    | Epizoda    | Epizoda    | Epizoda    | 1       | 2       | 3       | 4       | 5       | 6       | 7        | 8        | 9        | 9        | 10       | 11       | 12       | 13       | 13        |
| ---------- | ---------- | ---------- | ---------- | ------- | ------- | ------- | ------- | ------- | ------- | -------- | -------- | -------- | -------- | -------- | -------- | -------- | -------- | --------- |
| Den        | Den        | Den        | Den        | 3       | 5       | 7       | 9       | 11      | 13      | 14       | 16       | 17       | 17       | 19       | 21       | 23       | 24       | 25        |
| Kmen       | Kmen       | Kmen       | Kmen       | Baka    | Vesi    | Vesi    | Coco    | Coco    | Žádný   | Gaia     | Gaia     | Gaia     | Gaia     | Gaia     | Gaia     | Gaia     | Gaia     | Gaia      |
| Vyloučen/a | Vyloučen/a | Vyloučen/a | Vyloučen/a | Morriah | Justine | Nneka   | Lindsay | Geo     | Elie    | Dwight   | Jeanine  | James    | Ryan     | Noelle   | Sami     | Cody     | Karla    | Jesse     |
| Hlasy      | Hlasy      | Hlasy      | Hlasy      | 5–1     | 3–1–1   | 4–1     | 4–1–1   | 3–2     | 7–2–1–1 | 7–3–2    | 9–2      | 4–1      | 4–1      | 5–2–1    | 6        | 4–0–0    | 4–0      | Souboj    |
|            |            |            |            |         |         |         |         |         |         |          |          |          |          |          |          |          |          |           |
| Hlasující  | Hlasující  | Hlasující  | Hlasující  | Hlasy   | Hlasy   | Hlasy   | Hlasy   | Hlasy   | Hlasy   | Hlasy    | Hlasy    | Hlasy    | Hlasy    | Hlasy    | Hlasy    | Hlasy    | Hlasy    | Hlasy     |
|            |            |            | Gabler     | Morriah |         |         |         |         | Elie    | Ryan     | Jeanine  |          | Ryan     | Noelle   | Sami     | Cody     | Karla    | Vítěz     |
|            |            |            | Cassidy    |         |         |         | Lindsay | Geo     | Elie    | Dwight   | Ryan     |          | Ryan     | Noelle   | Sami     | Cody     | Karla    | Imunita   |
|            |            |            | Owen       | Morriah |         |         |         |         | James   | Ryan     | Jeanine  | DNV      |          | Karla    | Sami     | Cody     | Karla    | Zachráněn |
|            |            |            | Jesse      |         | Justine | Nneka   |         |         | DNV     | Dwight   | Jeanine  |          | Ryan     | Noelle   | Sami     | Cody     | Karla    | Poražený  |
|            |            |            | Karla      |         |         |         | Lindsay | Geo     | Owen    | Dwight   | Jeanine  | James    |          | Noelle   | Sami     | Owen     | Jesse    |           |
|            |            |            | Cody       |         | Justine | Nneka   |         |         | Elie    | Dwight   | Jeanine  |          | Ryan     | Noelle   | Sami     | Karla    |          |           |
|            |            |            | Sami       | Morriah |         |         |         |         | Elie    | Dwight   | Jeanine  | James    |          | Karla    | DNV      |          |          |           |
|            |            |            | Noelle     |         | Nneka   | Nneka   |         |         | Cassidy | James    | Jeanine  | James 2x |          | Sami     |          |          |          |           |
|            |            |            | Ryan       |         |         |         | Lindsay | Cassidy | Elie    | Dwight   | Jeanine  |          | Cassidy  |          |          |          |          |           |
|            |            |            | James      |         |         |         | Lindsay | Geo     | Elie    | Dwight   | Jeanine  | Owen     |          |          |          |          |          |           |
|            |            |            | Jeanine    | Morriah |         |         |         |         | DNV     | Ryan     | Ryan     |          |          |          |          |          |          |           |
|            |            |            | Dwight     |         | DNV     | Nneka   |         |         | Elie    | James    |          |          |          |          |          |          |          |           |
|            |            | Elie       | Elie       | Morriah |         |         |         |         | James   |          |          |          |          |          |          |          |          |           |
|            | Geo        | Geo        | Geo        |         |         |         | Cassidy | Cassidy |         |          |          |          |          |          |          |          |          |           |
|            | Lindsay    | Lindsay    | Lindsay    |         |         |         | Geo     |         |         |          |          |          |          |          |          |          |          |           |
|            | Nneka      | Nneka      | Nneka      |         | Justine | Noelle  |         |         |         |          |          |          |          |          |          |          |          |           |
|            | Justine    | Justine    | Justine    |         | Cody    |         |         |         |         |          |          |          |          |          |          |          |          |           |
|            | Morriah    | Morriah    | Morriah    | Owen    |         |         |         |         |         |          |          |          |          |          |          |          |          |           |

| Hlasování poroty na finálové kmenové radě | Hlasování poroty na finálové kmenové radě | Hlasování poroty na finálové kmenové radě | Hlasování poroty na finálové kmenové radě |
| Epizoda                                   | 13                                        | 13                                        | 13                                        |
| ----------------------------------------- | ----------------------------------------- | ----------------------------------------- | ----------------------------------------- |
| Den                                       | 26                                        | 26                                        | 26                                        |
| Finalista                                 | Gabler                                    | Cassidy                                   | Owen                                      |
| Výsledek                                  | 7–1–0                                     | 7–1–0                                     | 7–1–0                                     |
|                                           |                                           |                                           |                                           |
| Porotce                                   | Hlas                                      | Hlas                                      | Hlas                                      |
| Jesse                                     | Ano                                       |                                           |                                           |
| Karla                                     | Ano                                       |                                           |                                           |
| Cody                                      | Ano                                       |                                           |                                           |
| Sami                                      | Ano                                       |                                           |                                           |
| Noelle                                    | Ano                                       |                                           |                                           |
| Ryan                                      | Ano                                       |                                           |                                           |
| James                                     |                                           | Ano                                       |                                           |
| Jeanine                                   | Ano                                       |                                           |                                           |

1. ↑  V 17. den se konala dělená kmenová rada. Trosečníci byli rozděleni na dvě skupiny po pěti lidech, každá skupina se vydala na kmenovou radu separátně, aby vyloučila jednu osobu z každé skupiny.
2. ↑  Jesse zahrál skrytou imunitu ve prospěch Owena a Karla zahrála skrytou imunitu v její prospěch.
3. ↑  Jesse zahrál skrytou imunitu v jeho prospěch.
4. 1 2 3 4 5  Po finálním souboji o imunitu musela Cassidy udělit ještě jednu imunitu dalšímu hráči. Zvolila si Owena. Zbylí dva trosečníci se museli následně utkat v souboji v rozdělávání ohně, aby se rozhodlo o třetím finalistovi.